# Anfidio
Los anfidios son órganos sensoriales que se encuentran principales en las especies de nemátodos de vida libre como los de la Clase Dorylaimea (antes Adenophorea o Aphasmida). Los anfidios alcanzan su máximo desarrollo en los nemátodos acuáticos, sobre todo en las especies marinas. Son invaginaciones ciegas, tubiformes o saquiformes, de la cutícula. Hay un anfidio a cada lado de la cabeza y usualmente se localizan detrás de las setas cefálicas. Los anfidios contienen quimiorreceptores, aunque es probable que también tengan otras funciones sensoriales, ya que la microscopía electrónica ha revelado que prominencias sensoriales de los anfidios son también cilios modificados. Por otro lado, en la región caudal de ciertos grupos de nemátodos parasitarios, como en los de las clases Chromadorea y Enoplea (antes Secernentea o Phasmida), hay un par de glándulas unicelulares llamadas fasmidios (anfidios de tipo poro) que desembocan por separado a los lados de la cola. Los fasmidos son estructuras glandulosensoriales que intervienen en la quimiorrecepción. Estas últimas estructuras alcanzan su máximo desarrollo en los nematodos parásitos.  
Normalmente los anfidios están constituidos por tres porciones: la bolsa anfidial, el conducto anfidial y, por último, la ampolla anfidial. El conducto anfidial es la porción media del órgano y es donde se encuentran los filamentos terminales de los procesos nerviosos que inervan estos órganos sensoriales; mientras que la ampolla anfidial es la porción final, que cumple la función de encerrar o cubrir las estructuras ciliares y cuerpos basales de estos mismos procesos mencionados anteriormente. Dentro de la bolsa anfidial, sus paredes están constituidas por la invaginación de la cutícula externa; esto desaparece en el conducto, donde se encuentra una membrana basal que se extiende hasta la ampolla.

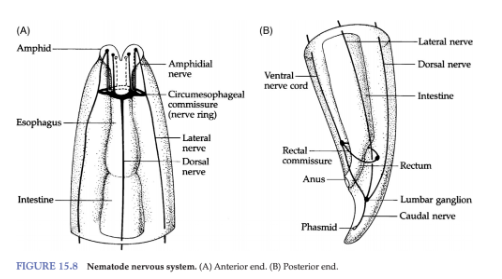
Sistema nervioso de un nematodo A) Anterior B) Posterior

## Variabilidad entre especies
En la especie Syngamus trachea, que es parásita de aves, cada anfidio está rodeado por dos elementos de soporte no nerviosos, una célula glandular grande basal y una célula anterior de soporte más pequeña. De cinco a seis días después de la infección las glándulas anfidiales muestran altos niveles de actividad secretora. El material secretor se descarga a través del órgano sensorial sobre el tejido del hospedero. La ultraestructura de los anfidios y las glándulas anfidiales se ha investigado en adultos recién mudados, inmaduros y maduros para rastrear el desarrollo de la actividad glandular y su efecto sobre las relaciones de los anfidios con las glándulas anfidiales. En los adultos recién mudados, las glándulas tienen niveles muy bajos de actividad secretora y parecen actuar solo como células de soporte para los anfidios. A medida que aumenta la actividad secretora, la membrana celular de la glándula que rodea las terminaciones sensoriales se elabora en un retículo que probablemente forma la superficie secretora. En adultos maduros, el pozo de anfidios está hinchado y lleno de secreción. Se sugiere que las glándulas anfidias se desarrollan a partir de células de soporte típicas, pero adquieren un nuevo papel posiblemente asociado con la fijación del parásito.
Por otra parte, en la especie Strongyloides stercoralis cada uno de los poros anfibiales está formado por una célula de encaje (Socket cell) que se conecta a una superficie superior llamada vaina. Tanto la vaina como la célula de encaje forman el canal anfidial. Las neuronas anfidiales están expuestas al medio ambiente y por lo tanto es probable que incluyan células quimiorreceptoras importantes para encontrar el huésped, establecer contacto y, al entrar en el huésped, reanudar su desarrollo. Los procesos dendríticos de las neuronas se encuentran dentro del canal anfibio, terminando cerca de su orificio.
Otro caso particular que se ha estudiado es el de Hysterothylacium auctum. En esta especie, las células de encaje (Socket cell) contienen racimos de material fibroso, denso en electrones, en su región apical que cubre el canal fasmidial. La célula de la vaina se caracteriza por un retículo endoplasmático bien desarrollado. El canal fasmidal está forrado con una fina capa de cutícula que se vuelve incompleta en la base del proceso dendrítico ciliado. En esta región, el proceso dendrítico consiste principalmente en un alto número de singletes de microtúbulos y algunos dobletes de microtúbulos periféricos. La base del proceso dendrítico, que contiene numerosos surcos estriados, desprende un gran número de ramificaciones como dedos, vellosidades, invadiendo la célula de vaina circundante

## Variabilidad entre familias
La posición y estructura de los anfidios son caracteres definitorios de algunas familias de la clase Chromadoera, en donde se pueden encontrar anfidos postlabiales de forma variable (poros, de bolsillo, circulares o espirales), como las que veremos a continuación: 
Monhysteridae: Se pueden identificar por la posición de los anfidios circulares y la posición de la vulva, además, se pueden identificar por la forma de las espículas y la forma de la cola. Por otro lado, tienen la estoma en forma de embudo, la faringe es casi cilíndrica, el sistema genital es monoprodelfico, el saco uterino postvulval está ausente y los machos no tienen papilas genitales o suplementos.
Rhabdolaimidae: las setas cefálicas son pequeñas y discretas, el estoma es muy pequeño, los anfibios en su mayoría tienen aberturas en forma de hendidura, los suplementos genitales masculinos son papiliformes o ausentes.
Plectidae: la cavidad bucal es tubular con una base en forma de embudo y es fácilmente reconocible por la cola cónica con una hilera, la cutícula está anulada, la seta somática es más prominente en la cola. Además, los anfibios son unispiral, circulares, ovales o simplemente en forma de hendidura, asimismo, las hembras son anfidelfas; los machos son diorqueicos; los suplementos genitales son esclerotizados y tubulares. 